# أبو قراعة (بكيل المير)

تعديل مصدري - تعديل

أبو قراعة هي إحدى قرى عزلة فاس بمديرية بكيل المير التابعة لمحافظة حجة، بلغ تعداد سكانها 151 نسمة حسب تعداد اليمن لعام 2004.